# Françoise Aubut
Françoise Aubut-Pratte (* 5. September 1922 in Saint-Jérôme, Québec; † 8. Oktober 1984 in Montreal) war eine kanadische Organistin und Musikpädagogin.

## Werdegang und Tätigkeit
Françoise Aubut war eine Urgroßnichte von Calixa Lavallée und Nichte von Albiny Paquette, dem Gesundheitsminister von Québec. Sie studierte am Conservatoire national de Montréal Orgel bei Eugène Lapierre sowie Harmonielehre und Klavier bei Antonio Létourneau. Vierzehnjährig erhielt sie ein Orgeldiplom der Schola cantorum in Montreal. Am New England Conservatory of Music in Boston setzte sie von 1937 bis 1938 ihre Ausbildung bei Carl McKinley (Orgel), Jesús María Sanromá (Klavier) und Marian Mason (Harmonielehre) fort und erhielt das Solistendiplom.
Um ihr Studium fortzusetzen, reiste Aubut 1938 nach Paris, wo sie zunächst privaten Orgelunterricht bei Marcel Dupré nahm. Im Oktober 1939 wurde sie am Pariser Konservatorium aufgenommen, wurde aber bald als britische Untertanin in Besançon interniert. Sie kam nach mehreren Monaten frei und konnte ihre Ausbildung fortsetzen. Sie studierte Klavier bei Alfred Cortot an der École normale de musique de Paris, Musiktheorie bei Nadia Boulanger und am Pariser Konservatorium Kontrapunkt und Fuge bei Simone Plé-Caussade, Musikgeschichte bei Norbert Dufourcq und Komposition bei Henri Busser. 1944 erhielt sie als erste Schülerin nordamerikanischer Herkunft am Pariser Konservatorium einen Grand Premier Prix im Fach Orgelimprovisation.
Während ihres Aufenthaltes in Frankreich wirkte sie als Organistin an der Kirche Notre-Dame-de-l’Assomption in Passy und trat u. a. im Schloss Versailles, im Palais de Chaillot und in der Kirche St-Sulpice auf. Nach ihrer Rückkehr nach Kanada 1945 gewann sie Anerkennung sowohl als Orgelinterpretin als auch als Improvisatorin und machte im Land das Orgelwerk von Dupré und Olivier Messiaen bekannt. 1949 nahm sie an den Feierlichkeiten zum 200. Geburtstag von Johann Sebastian Bach in Aix-au-Provence teil und trat darauf im Pariser Palais du Trocadéro auf. Sie nahm in den 1950er und 1960er Jahren an zahlreichen Seminaren und Konferenzen teil und hatte Auftritte bei der Expo 58 in Brüssel.
In Montreal war Aubut von 1950 bis 1955 Organisten der Pfarrei Saint-Édouard, danach von 1955 bis 1984 an der Kirche Notre-Dame-des-Neiges und von 1968 bis 1984 an der Klosterkirche Saint-Albert-le-Grand. Sie trat regelmäßig im Radioprogramm der CBC auf, wo sie 1955 die Uraufführung von Jean Papineau-Coutures Psaume CL spielte. Im französischen Rundfunk spielte sie 1963 Roger Mattons Suite de Pâques. 1956 nahm sie zwei LPs (u. a. César Francks Chorale No. 3 und Pange lingua, Ave maris stella und Symphonie-Passion von Dupré) auf.
Ihre Lehrtätigkeit begann Aubut 1951 an der Universität Montreal, wo sie Orgel und Musiktheorie unterrichtete. Außerdem unterrichtete sie auch an der École Vincent-d'Indy, am Institut Nazareth, am Conservatoire de musique du Québec, am Conservatoire de musique de Montréal und am Collège de musique Ste-Croix. Neben anderen waren Françoys Bernier, Victor Bouchard, Marthe Lesage, Jean Thibault, Eugène Lapierre, Christopher Jackson, Pierre Grandmaison, Céline Dussault, Pierre Gouin, Lucie Madden und Denis Regnaud ihre Schüler. 1961 wurde sie mit dem Prix de musique Calixa-Lavallée ausgezeichnet. 1962 und 1978 gehörte sie zur Prüfungskommission des Pariser Konservatoriums.